# Franz Müller (Theologe)
Franz Müller (* 11. April 1900 in Würzburg; † 14. August 1989 in Dischingen, Baden-Württemberg) war ein deutscher katholischer Theologe.

## Leben
Der gebürtige Würzburger Franz Müller legte 1919 am Wilhelmsgymnasium München das Abitur ab. In der Folge wandte er sich dem Studium der Theologie und Philosophie zu, das er mit der Promotion zum Dr. phil. abschloss. Franz Müller empfing im Jahre 1925 in München die Priesterweihe, daran anschließend versah er seelsorgerische Dienste in München sowie in Freising. 1932 wurde Müller zum Direktor des Caritasverbandes in München bestellt, 1938 wurde ihm als Nachfolger des unerwartet verstorbenen Johannes van Acken die Leitung des Caritasinstituts für Gesundheitsfürsorge in Köln-Hohenlind übertragen. Im Jahre 1944 erfolgte seine Berufung in das Kölner Domkapitel, 1946 wurde er mit der Leitung der neuerrichteten Hauptvertretung des Deutschen Caritasverbandes in Köln betraut. Im Jahre 1948 ernannte ihn Papst Pius XII. zum päpstlichen Hausprälaten.
Anfang August des Jahres 1949 wurde Franz Müller in der Nachfolge des Ende Juli verstorbenen Prälaten Benedikt Kreutz zum Präsidenten des Deutschen Caritasverbandes gewählt, in dieser Funktion wurde Müller von der in Fulda versammelten Bischofskonferenz mit Geltung zum 1. September 1949 bestätigt, im November 1951 legte er aus gesundheitlichen Gründen dieses Amt nieder. Im Folgejahr übernahm er die Leitung des Katholisch-Sozialen Instituts in Bad Honnef, 1971 trat er altersbedingt von dieser Funktion zurück.